# سولبری
سولبری (به انگلیسی: Soulbury) یک روستا و محله مدنی در بریتانیا است که در الزبری ول واقع شده‌است. سولبری ۷۳۶ نفر جمعیت دارد.